# Agrostis poeppigiana
Agrostis poeppigiana är en gräsart som beskrevs av Rodolfo Amando Philippi. Agrostis poeppigiana ingår i släktet ven, och familjen gräs. Inga underarter finns listade i Catalogue of Life.